# Boris Gostiew
Boris Iwanowicz Gostiew (ros. Борис Иванович Гостев, ur. 15 września 1927 w Moskwie, zm. 9 sierpnia 2015 tamże) – radziecki polityk, minister finansów ZSRR (1985-1989).
1946-1951 studiował w Moskiewskim Technologicznym Instytucie Przemysłu Lekkiego, od 1951 inżynier, pracownik fabryki obuwia, od 1953 pracował w Ministerstwie Przemysłu Lekkiego ZSRR. Od 1954 członek KPZR, od 1957 pracował w aparacie Kalinińskiego Ekonomicznego Rejonu Administracyjnego, od 1959 w Gospłanie ZSRR. Od 1963 zastępca, od 1967 I zastępca kierownika, a od września 1975 do 1982 kierownik Wydziału Organów Planowych i Finansowych KC KPZR. Od 1982 I zastępca przewodniczącego, a od sierpnia 1985 kierownik Wydziału Ekonomicznego KC KPZR, od grudnia 1985 do lipca 1989 minister finansów ZSRR, następnie na emeryturze. 1971-1976 członek Centralnej Komisji Rewizyjnej KPZR, 1976-1981 zastępca członka, a 1981-1990 członek KC KPZR. Deputowany do Rady Najwyższej ZSRR 10 i 11 kadencji. Odznaczony Orderem Lenina, Orderem Rewolucji Październikowej i trzema Orderami Czerwonego Sztandaru Pracy.